# Perseverance (Percee P)
Perseverance è l'album in studio d'esordio del rapper statunitense Percee P, pubblicato nel 2007.
Prodotto interamente da Madlib, l'album è al numero 78 nella lista di PopMatters sui 101 migliori hip hop album del 2007.
| Recensione | Giudizio   |
| ---------- | ---------- |
| AllMusic   | [ 1 ]      |
| AllHipHop  | favorevole |
| Pitchfork  | [ 4 ]      |
| Prefix     | [ 5 ]      |
| Exclaim!   | favorevole |
| RapReviews | [ 7 ]      |

## Tracce
Testi di John Simon, Otis Jackson, Byron Simpson (traccia 5), Vincenzo Luvineri (traccia 5), Joseph Kirkland (traccia 7), Charles Stewart (traccia 10), Ian Bavitz (traccia 14), musiche di Madlib.
1. Intro – 1:41
2. The Hand That Leads You – 2:32
3. The Man to Praise – 3:43
4. Legendary Lyricist (featuring Madlib) – 2:41
5. Watch Your Step (featuring Vinnie Paz & Guilty Simpson) – 4:04
6. Who with Me? – 3:14
7. 2 Brothers from the Gutter (featuring Diamond D) – 3:13
8. Ghetto Rhyme Stories – 3:05
9. Throwback Rap Attack – 3:32
10. No Time for Jokes (featuring Chali 2na) – 3:50
11. Last of the Greats (featuring Prince Po) – 3:15
12. BX (Interlude) – 0:42
13. Put It on the Line – 3:17
14. The Dirt and Filth (featuring Aesop Rock) – 3:32
15. LA (Interlude) – 0:32
16. Mastered Craftsman – 2:32
17. Raw Heat (45 Version) – 3:27
18. The Lady Behind Me – 4:05
19. Outro – 1:08